# منطقه ارکیپا
منطقه ارکیپا (به اسپانیایی: Arequipa Region) یک منطقه در پرو است.
مساحت این منطقه ۶۳۳۴۵٫۳۹ کیلومتر مربع و جمعیت آن ۱۲۱۸۱۶۸ نفر است.